# Live Peace in Toronto 1969
Live Peace in Toronto 1969 es un álbum en directo de John Lennon y Yoko Ono grabado en 1969 en Toronto, Ontario, Canadá. Con Eric Clapton, tras la separación de Blind Faith, en la guitarra, Klaus Voormann en el bajo y el futuro batería de Yes, Alan White, el resto del grupo se completaba con la presencia de Lennon en la guitarra rítmica y Yoko Ono en los coros. El álbum fue acreditado a nombre de The Plastic Ono Band, un grupo conceptual que incluía a Lennon y a Ono junto a cualquier músico que les respaldara en un momento particular. Tanto John como Yoko utilizarían la nomenclatura del grupo para futuros álbumes en solitario. 
Técnicamente, el álbum es una banda sonora que forma parte del documental Sweet Toronto, de D.A. Pennebaker. Lennon y Ono firmarían con Pennebaker una licencia para reservar los derechos de la grabación a cambio de suprimir los royalties a pagar por su participación en el documental. Desafortunadamente, el contrato fracasó, con Lennon y Ono cambiando de planes sobre su inclusión, y la película no fue publicada. (Posteriormente, el documental al completo sería editado en DVD.)
Editado en un primer momento en LP y casete, la primera cara de Live Peace in Toronto 1969 incluye el set de Lennon, en el que figuran dos singles de la Plastic Ono Band, "Give Peace a Chance" y "Cold Turkey"; "Yer Blues", del Álbum Blanco y varias versiones de temas clásicos del rock'n'roll de los 50. La segunda cara incluye temas interpretados por Yoko, entre los que figuran "Don't Worry Kyoko", acompañado de un espectáculo vanguardista que no fue tan bien recibido como el recital de Lennon. El álbum cierra con Lennon, Clapton y Voorman rasgando sus guitarras contra los amplificadores para crear un feedback, mientras Yoko continúa gritando y el grupo abandona el escenario. 
A diferencia de otros álbumes de Lennon o de The Beatles, la mezcla en estéreo permite una distinción individual de las guitarras, con el sonido de Lennon desplazado hacia el canal derecho y la guitarra de Clapton hacia el canal izquierdo. Durante la interpretación de "Give Peace A Chance", Lennon modificaría la última estrofa, diciendo: "Everybody's talkin' about John and Yoko, Eric Clapton, Klaus Voormann, Penny Lane, Roosevelt, Nixon, Tommy Jomes and Tommy Cooper and Somebody!".
Aunque Live Peace in Toronto 1969 no entró en las listas de éxitos británicas, alcanzaría cierto éxito en los Estados Unidos al llegar al puesto #10 de las listas de Billboard y ser certificado como disco de oro. 
Yoko Ono supervisaría una remezcla de Live Peace in Toronto 1969 para ser reeditado en 1995. Actualmente, el álbum está disponible exclusivamente a través del sello Mobile Fidelity Sound Lab (UDCD 763) y en la tienda de música de iTunes.

## Lista de canciones
1. "Blue Suede Shoes" (Carl Perkins) - 3:50
2. "Money (That's What I Want)" (Janie Bradford/Berry Gordy) - 3:25
3. "Dizzy Miss Lizzy" (Larry Williams) - 3:24
4. "Yer Blues" (Lennon/ Paul McCartney) - 4:12
5. "Cold Turkey" (John Lennon) - 3:34
6. "Give Peace a Chance" (John Lennon) - 3:41
7. "Don't Worry Kyoko (Mummy's Only Looking for Her Hand in the Snow)" (Yoko Ono) - 4:48
8. "John, John (Let's Hope for Peace)" (Yoko Ono) - 12:38

## Créditos
- John Lennon: voz, guitarra eléctrica y feedback en el tema "John, John (Let's Hope for Peace)"
- Eric Clapton: voz, guitarra eléctrica y feedback en el tema "John, John (Let's Hope for Peace)"
- Klaus Voormann: bajo y feedback en el tema "John, John (Let's Hope for Peace)"
- Yoko Ono: voz
- Alan White: batería

- Datos: Q1074897